# Панайот Панайотов (футболист)
Вижте пояснителната страница за други личности с името Панайот Панайотов.
Панайот Панайотов-Гацо е бивш български футболист, нападател. Дългогодишен състезател на ЦСКА и националния отбор на България, Панайотов е смятан за най-добрия български футболист през 50-те години на XX век. Брат му Асен Панайотов – Цекето, също е футболист.

## Кариера
Играл е за Спортист (София) (1946 – 1948), Червено знаме (София) (1949) и ЦСКА (1950 – 1964). Има 283 мача и 68 гола в А група за ЦСКА. Единайсеткратен шампион на България с ЦСКА през 1951, 1952, 1954, 1955, 1956, 1957, 1958, 1959, 1960, 1961 и 1962 г. и четирикратен носител на Купата на Съветската армия през 1951, 1954, 1955 и 1961 г. Има 45 мача и 5 гола за А националния отбор (1952 – 1960). Включен е в отбора за СП-1962 в Чили, но така и не влиза в игра. Бронзов медалист от ОИ-1956 в Мелбърн (Австралия). „Заслужил майстор на спорта“ от 1963 г. Награден със сребърен орден на труда през 1968 г. За ЦСКА има 21 мача и 7 гола в турнира за Купата на европейските шампиони.